# استان اران مرکزی

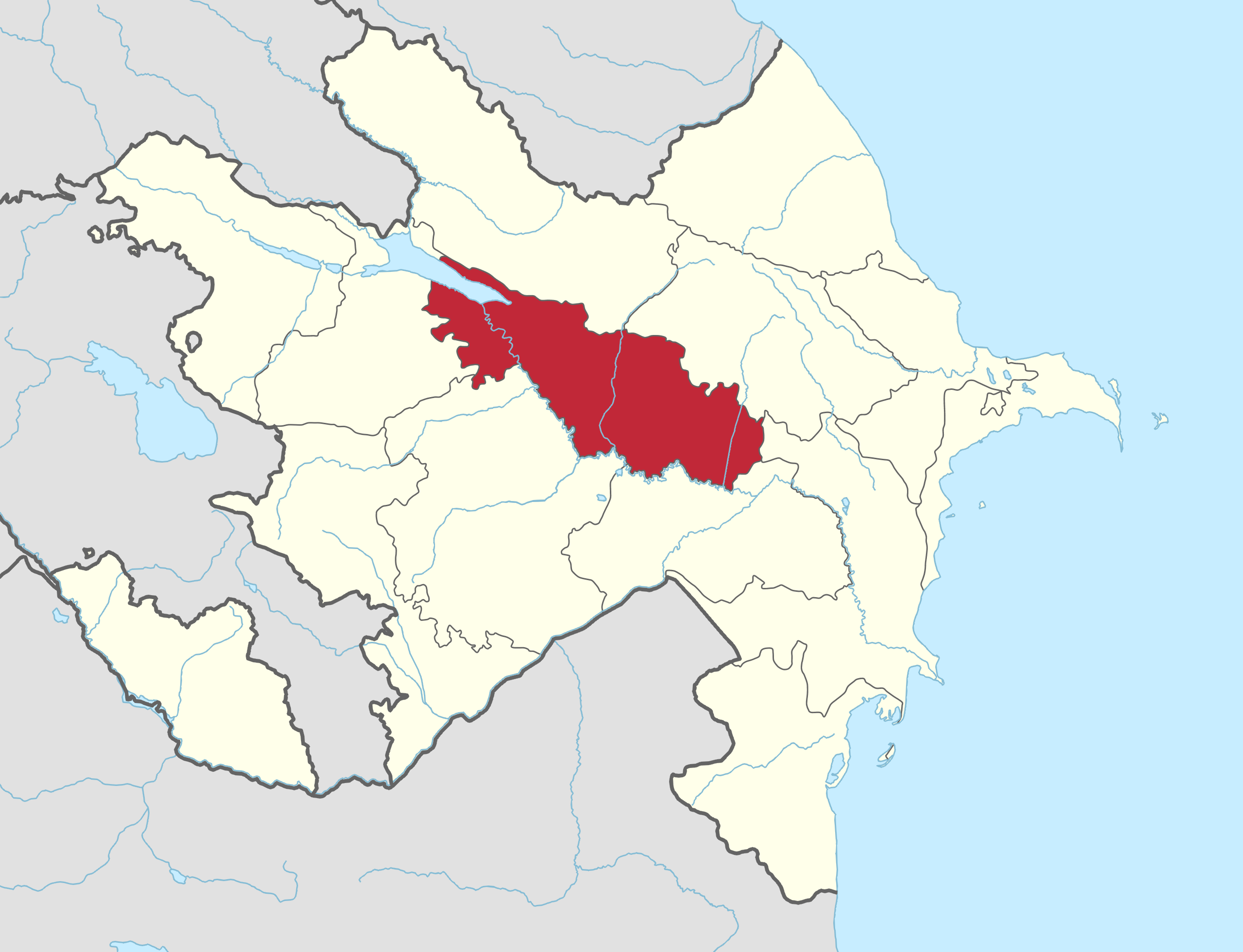
موقعیت استان اران مرکزی در نقشهٔ تقسیمات کشوری جمهوری آذربایجان.

استان اَران مرکزی (آران مرکزی) (به ترکی آذربایجانی: Aran İqtisadi Rayonu) یکی از بخش‌های ۱۰ گانهٔ سطح اول تقسیمات کشوری در جمهوری آذربایجان است.
این استان با ۶٬۶۹۰ کیلومتر مربع وسعت، ششمین بخش کشور و با ۷۳۵٬۳۰۰ نفر جمعیت، چهارمین بخش کشور محسوب می‌شود.
استان اران مرکزی از سمت شمال به استان‌های شکی-زاقاتالا و شیروان کوهستانی، از سمت جنوب به استان‌های قره‌باغ و میل-مغان، از سمت شرق به استان شیروان-سالیان و از سمت غرب به استان گنجه-داش‌کسن محدود شده‌است.
این استان به ۷ قسمت شامل یک «شهر تابع جمهوری» (Respublika Tabeli Şəhər) و ۶ «شهرستان» یا «منطقه» (Rayon) تقسیم شده‌است:

## فهرست شهرهای تابع جمهوری
| ردیف | نام شهر   | مساحت (کیلومتر مربع) | جمعیت (۲۰۰۹) | جمعیت (۲۰۱۹) | رتبه در استان |
| ---- | --------- | -------------------- | ------------ | ------------ | ------------- |
| ۱    | مینگه‌چویر | ۱۴۰                  | ۹۶٬۳۰۰       | ۱۰۵٬۴۰۰      | ۵             |

## فهرست شهرستان‌ها
| ردیف | نام شهرستان | مساحت (کیلومتر مربع) | جمعیت (۲۰۰۹) | جمعیت (۲۰۱۹) | رتبه در استان |
| ---- | ----------- | -------------------- | ------------ | ------------ | ------------- |
| ۱    | یولاخ       | ۱٬۴۷۰                | ۱۱۷٬۸۰۰      | ۱۲۸٬۵۰۰      | ۱             |
| ۲    | گوی‌چای      | ۷۴۰                  | ۱۰۹٬۰۰۰      | ۱۲۰٬۶۰۰      | ۲             |
| ۳    | کردامیر     | ۱٬۶۳۰                | ۱۰۳٬۹۰۰      | ۱۱۶٬۷۰۰      | ۳             |
| ۴    | آغ‌داش       | ۱٬۰۲۰                | ۹۸٬۶۰۰       | ۱۰۹٬۹۰۰      | ۴             |
| ۵    | اوجار       | ۸۳۰                  | ۷۸٬۱۰۰       | ۸۸٬۶۰۰       | ۶             |
| ۶    | زرداب       | ۸۶۰                  | ۵۲٬۹۰۰       | ۵۸٬۸۰۰       | ۷             |